# Михайловка (Мелеузовский район)
Михайловка (баш. Михайловка) — деревня в Мелеузовском районе Республики Башкортостан Российской Федерации. Входит в состав Денисовского сельсовета.

## География

### Географическое положение
Расположено в верховьях реки Мекатевли в 15 км к западу от города Мелеуз (адм. центр района) и в 6 км к юго-востоку от села Богородское (адм. центр сельсовета). Расстояние до ближайшей ж/д станции Мелеуз — 15 км.

## История
Указом Президиума Верховного Совета БАССР от 31.10.1960 г. были внесены изменения в административно-территориальное устройство Мелеузовского района — Воздвиженка, Загребайловка и Михайловка Шевченковского с/с были переведены в состав Денисовского с/с.

## Население
| 2002 | 2009 | 2010 |
| ---- | ---- | ---- |
| 157  | ↗162 | ↘140 |

Национальный состав
Согласно переписи 2002 года, преобладающие национальности — русские (50 %), башкиры (34 %).